# فهرست سفرهای بین‌المللی رئیس‌جمهورهای ایران
این مقاله شامل فهرست سفرهای بین‌المللی رئیس‌جمهورهای ایران است.

## مسعود پزشکیان
مسعود پزشکیان، تاکنون ۱۴ سفر بین‌المللی به ۱۱ کشور جهان داشته است:
| #    | آغاز            | پایان           | کشور             | شهرها                                         |
| ---- | --------------- | --------------- | ---------------- | --------------------------------------------- |
| ۲۰۲۴ |                 |                 |                  |                                               |
| ۱    | ۱۱ سپتامبر ۲۰۲۴ | ۱۳ سپتامبر ۲۰۲۴ | عراق             | بغداد و اربیل و سلیمانیه و نجف و کربلا و بصره |
| ۲    | ۲۴ سپتامبر ۲۰۲۴ | ۲۶ سپتامبر ۲۰۲۴ | سازمان ملل متحد  | نیویورک                                       |
| ۳    | ۲ اکتبر ۲۰۲۴    | ۳ اکتبر ۲۰۲۴    | قطر              | دوحه                                          |
| ۴    | ۱۰ اکتبر ۲۰۲۴   | ۱۱ اکتبر ۲۰۲۴   | ترکمنستان        | عشق آباد                                      |
| ۵    | ۲۲ اکتبر ۲۰۲۴   | ۲۴ اکتبر ۲۰۲۴   | روسیه            | کازان                                         |
| ۶    | ۱۸ دسامبر ۲۰۲۴  | ۲۰ دسامبر ۲۰۲۴  | مصر              | قاهره                                         |
| ۲۰۲۵ |                 |                 |                  |                                               |
| ۷    | ۱۵ ژانویه ۲۰۲۵  | ۱۷ ژانویه ۲۰۲۵  | تاجیکستان        | دوشنبه                                        |
| ۸    | ۱۷ ژانویه ۲۰۲۵  | ۱۸ ژانویه ۲۰۲۵  | روسیه            | مسکو                                          |
| ۹    | ۲۸ آوریل ۲۰۲۵   | ۲۹ آوریل ۲۰۲۵   | جمهوری آذربایجان | باکو                                          |
| ۱۰   | ۲۷ می ۲۰۲۵      | ۲۸ می ۲۰۲۵      | عمان             | مسقط                                          |
| ۱۱   | ۳ ژوئیه ۲۰۲۵    | ۴ ژوئیه ۲۰۲۵    | جمهوری آذربایجان | خانکندی                                       |
| ۱۲   | ۲ اوت ۲۰۲۵      | ۳ اوت ۲۰۲۵      | پاکستان          | اسلام‌آباد و لاهور                             |
| ۱۳   | ۱۸ اوت ۲۰۲۵     | ۱۹ اوت ۲۰۲۵     | ارمنستان         | ایروان                                        |
| ۱۴   | ۲۰ اوت ۲۰۲۵     | ۲۱ اوت ۲۰۲۵     | بلاروس           | مینسک                                         |

## سید ابراهیم رئیسی

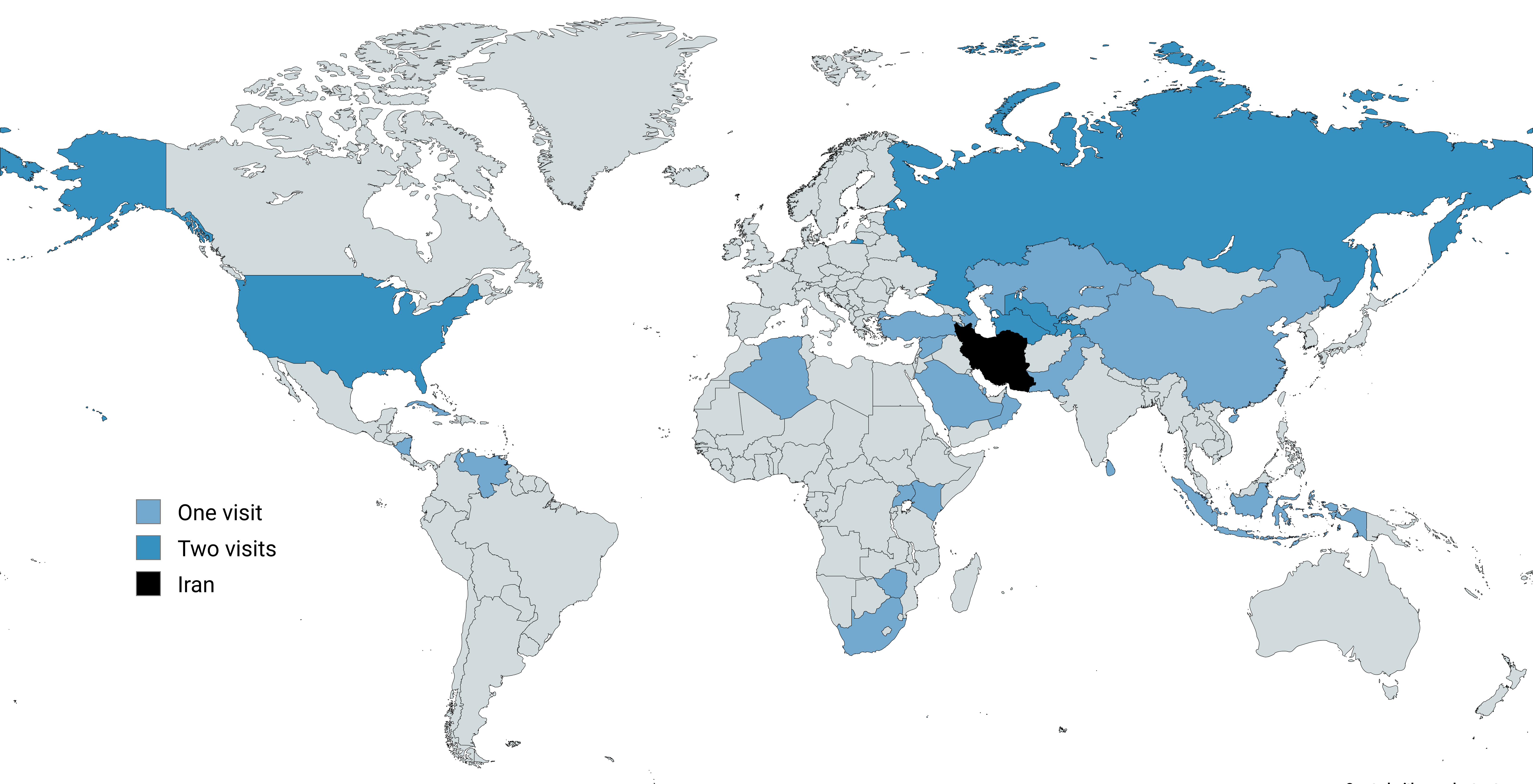
نقشه سفرهای بین‌المللی ابراهیم رئیسی در دوره ریاست جمهوری

سید ابراهیم رئیسی، ۲۹ سفر بین‌المللی به ۲۴ کشور جهان داشته است:
| #    | آغاز            | پایان           | کشور             | شهرها                        |
| ---- | --------------- | --------------- | ---------------- | ---------------------------- |
| ۲۰۲۱ |                 |                 |                  |                              |
| ۱    | ۱۶ سپتامبر ۲۰۲۱ | ۱۸ سپتامبر ۲۰۲۱ | تاجیکستان        | دوشنبه و کولاب               |
| ۲    | ۲۷ نوامبر ۲۰۲۱  | ۲۸ نوامبر ۲۰۲۱  | ترکمنستان        | عشق‌آباد                      |
| ۲۰۲۲ |                 |                 |                  |                              |
| ۳    | ۱۹ ژانویه ۲۰۲۲  | ۲۰ ژانویه ۲۰۲۲  | روسیه            | مسکو                         |
| ۴    | ۲۱ فوریه ۲۰۲۲   | ۲۲ فوریه ۲۰۲۲   | قطر              | دوحه                         |
| ۵    | ۲۳ مه ۲۰۲۲      | ۲۴ مه ۲۰۲۲      | عمان             | مسقط                         |
| ۶    | ۲۹ ژوئن ۲۰۲۲    | ۳۰ ژوئن ۲۰۲۲    | ترکمنستان        | عشق‌آباد                      |
| ۷    | ۱۴ سپتامبر ۲۰۲۲ | ۱۶ سپتامبر ۲۰۲۲ | ازبکستان         | سمرقند                       |
| ۸    | ۱۸ سپتامبر ۲۰۲۲ | ۲۲ سپتامبر ۲۰۲۲ | سازمان ملل متحد  | نیویورک                      |
| ۹    | ۱۱ اکتبر ۲۰۲۲   | ۱۲ اکتبر ۲۰۲۲   | قزاقستان         | آستانه                       |
| ۲۰۲۳ |                 |                 |                  |                              |
| ۱۰   | ۱۳ فوریه ۲۰۲۳   | ۱۵ فوریه ۲۰۲۳   | چین              | پکن                          |
| ۱۱   | ۳ مه ۲۰۲۳       | ۵ مه ۲۰۲۳       | سوریه            | دمشق                         |
| ۱۲   | ۲۳ مه ۲۰۲۳      | ۲۴ مه ۲۰۲۳      | اندونزی          | جاکارتا و بوگور              |
| ۱۳   | ۱۲ ژوئن ۲۰۲۳    | ۱۴ ژوئن ۲۰۲۳    | ونزوئلا          | کاراکاس                      |
| ۱۴   | ۱۴ ژوئن ۲۰۲۳    | ۱۵ ژوئن ۲۰۲۳    | نیکاراگوئه       | ماناگوآ                      |
| ۱۵   | ۱۵ ژوئن ۲۰۲۳    | ۱۶ ژوئن ۲۰۲۳    | کوبا             | هاوانا                       |
| ۱۶   | ۱۲ ژوئیه ۲۰۲۳   | ۱۲ ژوئیه ۲۰۲۳   | کنیا             | نایروبی                      |
| ۱۷   | ۱۲ ژوئیه ۲۰۲۳   | ۱۳ ژوئیه ۲۰۲۳   | اوگاندا          | کامپالا                      |
| ۱۸   | ۱۳ ژوئیه ۲۰۲۳   | ۱۳ ژوئیه ۲۰۲۳   | زیمبابوه         | هراره                        |
| ۱۹   | ۲۴ اوت ۲۰۲۳     | ۲۵ اوت ۲۰۲۳     | آفریقای جنوبی    | ژوهانسبورگ                   |
| ۲۰   | ۱۸ سپتامبر ۲۰۲۳ | ۲۱ سپتامبر ۲۰۲۳ | سازمان ملل متحد  | نیویورک                      |
| ۲۱   | ۸ نوامبر ۲۰۲۳   | ۹ نوامبر ۲۰۲۳   | تاجیکستان        | دوشنبه                       |
| ۲۲   | ۹ نوامبر ۲۰۲۳   | ۹ نوامبر ۲۰۲۳   | ازبکستان         | تاشکند                       |
| ۲۳   | ۱۱ نوامبر ۲۰۲۳  | ۱۱ نوامبر ۲۰۲۳  | عربستان سعودی    | ریاض                         |
| ۲۴   | ۷ دسامبر ۲۰۲۳   | ۷ دسامبر ۲۰۲۳   | روسیه            | مسکو                         |
| ۲۰۲۴ |                 |                 |                  |                              |
| ۲۵   | ۲۴ ژانویه ۲۰۲۴  | ۲۴ ژانویه ۲۰۲۴  | ترکیه            | آنکارا                       |
| ۲۶   | ۲ مارس ۲۰۲۴     | ۳ مارس ۲۰۲۴     | الجزایر          | الجزیره                      |
| ۲۷   | ۲۲ آوریل ۲۰۲۴   | ۲۴ آوریل ۲۰۲۴   | پاکستان          | اسلام آباد، لاهور و کراچی    |
| ۲۸   | ۲۴ آوریل ۲۰۲۴   | ۲۴ آوریل ۲۰۲۴   | سری‌لانکا         | کلمبو                        |
| ۲۹   | ۱۹ مه ۲۰۲۴      | ۱۹ مه ۲۰۲۴      | جمهوری آذربایجان | مرز ایران و جمهوری آذربایجان |

## حسن روحانی

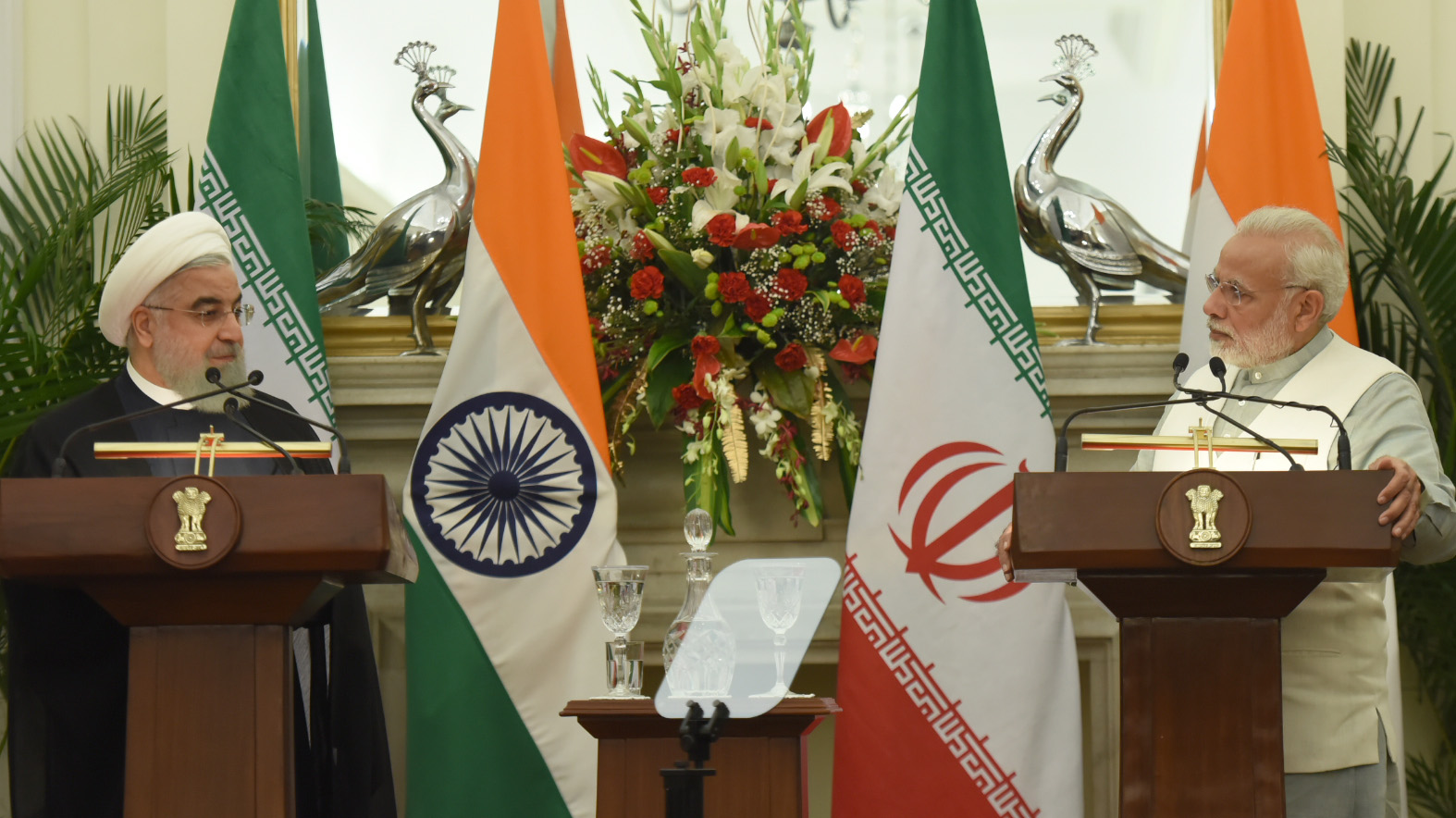
حسن روحانی و نارندرا مودی در دهلی‌نو در ۲۰۱۸

حسن روحانی، ۶۰ سفر بین‌المللی به ۲۹ کشور جهان داشته‌است: 

نقشه سفرهای بین‌المللی حسن روحانی در دوره ریاست‌جمهوری

| #    | آغاز            | پایان           | کشور             | شهرها              |
| ---- | --------------- | --------------- | ---------------- | ------------------ |
| ۲۰۱۳ |                 |                 |                  |                    |
| ۱    | ۱۲ سپتامبر ۲۰۱۳ | ۱۳ سپتامبر ۲۰۱۳ | قرقیزستان        | بیشکک              |
| ۲    | ۲۳ سپتامبر ۲۰۱۳ | ۲۸ سپتامبر ۲۰۱۳ | سازمان ملل متحد  | نیویورک            |
| ۲۰۱۴ |                 |                 |                  |                    |
| ۳    | ۲۲ ژانویه ۲۰۱۴  | ۲۴ ژانویه ۲۰۱۴  | سوئیس            | داووس              |
| ۴    | ۱۱ مارس ۲۰۱۴    | ۱۳ مارس ۲۰۱۴    | عمان             | مسقط               |
| ۵    | ۲۷ مارس ۲۰۱۴    | ۲۷ مارس ۲۰۱۴    | افغانستان        | کابل               |
| ۶    | ۲۰ مه ۲۰۱۴      | ۲۲ مه ۲۰۱۴      | چین              | شانگهای            |
| ۷    | ۹ ژوئن ۲۰۱۴     | ۱۱ ژوئن ۲۰۱۴    | ترکیه            | آنکارا             |
| ۸    | ۸ سپتامبر ۲۰۱۴  | ۱۰ سپتامبر ۲۰۱۴ | قزاقستان         | آستانه             |
| ۹    | ۱۰ سپتامبر ۲۰۱۴ | ۱۳ سپتامبر ۲۰۱۴ | تاجیکستان        | دوشنبه             |
| ۱۰   | ۲۲ سپتامبر ۲۰۱۴ | ۲۸ سپتامبر ۲۰۱۴ | سازمان ملل متحد  | نیویورک            |
| ۱۱   | ۲۸ سپتامبر ۲۰۱۴ | ۳۰ سپتامبر ۲۰۱۴ | روسیه            | آستراخان           |
| ۱۲   | ۱۲ نوامبر ۲۰۱۴  | ۱۳ نوامبر ۲۰۱۴  | جمهوری آذربایجان | باکو               |
| ۲۰۱۵ |                 |                 |                  |                    |
| ۱۳   | ۱۰ مارس ۲۰۱۵    | ۱۱ مارس ۲۰۱۵    | ترکمنستان        | عشق‌آباد            |
| ۱۴   | ۲۱ آوریل ۲۰۱۵   | ۲۳ آوریل ۲۰۱۵   | اندونزی          | جاکارتا            |
| ۱۵   | ۸ ژوئیه ۲۰۱۵    | ۱۰ ژوئیه ۲۰۱۵   | روسیه            | اوفا               |
| ۱۶   | ۲۵ سپتامبر ۲۰۱۵ | ۲۹ سپتامبر ۲۰۱۵ | سازمان ملل متحد  | نیویورک            |
| ۲۰۱۶ |                 |                 |                  |                    |
| ۱۷   | ۲۵ ژانویه ۲۰۱۶  | ۲۷ ژانویه ۲۰۱۶  | ایتالیا          | رم                 |
| ۱۸   | ۲۶ ژانویه ۲۰۱۶  | ۲۶ ژانویه ۲۰۱۶  | واتیکان          | واتیکان            |
| ۱۹   | ۲۷ ژانویه ۲۰۱۶  | ۲۹ ژانویه ۲۰۱۶  | فرانسه           | پاریس              |
| ۲۰   | ۲۵ مارس ۲۰۱۶    | ۲۶ مارس ۲۰۱۶    | پاکستان          | اسلام‌آباد          |
| ۲۱   | ۱۳ آوریل ۲۰۱۶   | ۱۵ آوریل ۲۰۱۶   | ترکیه            | استانبول           |
| ۲۲   | ۷ اوت ۲۰۱۶      | ۹ اوت ۲۰۱۶      | جمهوری آذربایجان | باکو               |
| ۲۳   | ۱۶ سپتامبر ۲۰۱۶ | ۱۹ سپتامبر ۲۰۱۶ | ونزوئلا          | پورلامار و کاراکاس |
| ۲۴   | ۱۹ سپتامبر ۲۰۱۶ | ۲۰ سپتامبر ۲۰۱۶ | کوبا             | هاوانا             |
| ۲۵   | ۲۰ سپتامبر ۲۰۱۶ | ۲۲ سپتامبر ۲۰۱۶ | سازمان ملل متحد  | نیویورک            |
| ۲۶   | ۵ اکتبر ۲۰۱۶    | ۷ اکتبر ۲۰۱۶    | ویتنام           | هانوی              |
| ۲۷   | ۷ اکتبر ۲۰۱۶    | ۸ اکتبر ۲۰۱۶    | مالزی            | کوالا لامپور       |
| ۲۸   | ۸ اکتبر ۲۰۱۶    | ۱۰ اکتبر ۲۰۱۶   | تایلند           | بانکوک             |
| ۲۹   | ۲۱ دسامبر ۲۰۱۶  | ۲۱ دسامبر ۲۰۱۶  | ارمنستان         | ایروان             |
| ۳۰   | ۲۱ دسامبر ۲۰۱۶  | ۲۲ دسامبر ۲۰۱۶  | قزاقستان         | آستانه             |
| ۳۱   | ۲۲ دسامبر ۲۰۱۶  | ۲۳ دسامبر ۲۰۱۶  | قرقیزستان        | بیشکک              |
| ۲۰۱۷ |                 |                 |                  |                    |
| ۳۲   | ۱۵ فوریه ۲۰۱۷   | ۱۵ فوریه ۲۰۱۷   | عمان             | مسقط               |
| ۳۳   | ۱۵ فوریه ۲۰۱۷   | ۱۶ فوریه ۲۰۱۷   | کویت             | کویت               |
| ۳۴   | ۲۸ فوریه ۲۰۱۷   | ۱ مارس ۲۰۱۷     | پاکستان          | اسلام‌آباد          |
| ۳۵   | ۲۷ مارس ۲۰۱۷    | ۲۸ مارس ۲۰۱۷    | روسیه            | مسکو               |
| ۳۶   | ۷ سپتامبر ۲۰۱۷  | ۱۱ سپتامبر ۲۰۱۷ | قزاقستان         | آستانه             |
| ۳۷   | ۱۸ سپتامبر ۲۰۱۷ | ۲۱ سپتامبر ۲۰۱۷ | سازمان ملل متحد  | نیویورک            |
| ۳۸   | ۲۲ نوامبر ۲۰۱۷  | ۲۳ نوامبر ۲۰۱۷  | روسیه            | سوچی               |
| ۳۹   | ۱۳ دسامبر ۲۰۱۷  | ۱۳ دسامبر ۲۰۱۷  | ترکیه            | استانبول           |
| ۲۰۱۸ |                 |                 |                  |                    |
| ۴۰   | ۱۵ فوریه ۲۰۱۸   | ۱۷ فوریه ۲۰۱۸   | هند              | حیدرآباد و دهلی نو |
| ۴۱   | ۲۷ مارس ۲۰۱۸    | ۲۷ مارس ۲۰۱۸    | ترکمنستان        | عشق‌آباد            |
| ۴۲   | ۲۸ مارس ۲۰۱۸    | ۲۸ مارس ۲۰۱۸    | جمهوری آذربایجان | باکو               |
| ۴۳   | ۴ آوریل ۲۰۱۸    | ۴ آوریل ۲۰۱۸    | ترکیه            | آنکارا             |
| ۴۴   | ۱۸ مه ۲۰۱۸      | ۱۸ مه ۲۰۱۸      | ترکیه            | استانبول           |
| ۴۵   | ۸ ژوئن ۲۰۱۸     | ۱۰ ژوئن ۲۰۱۸    | چین              | چینگ دائو          |
| ۴۶   | ۲ ژوئیه ۲۰۱۸    | ۳ ژوئیه ۲۰۱۸    | سوئیس            | زوریخ و برن        |
| ۴۷   | ۳ ژوئیه ۲۰۱۸    | ۴ ژوئیه ۲۰۱۸    | اتریش            | وین                |
| ۴۸   | ۱۲ اوت ۲۰۱۸     | ۱۲ اوت ۲۰۱۸     | قزاقستان         | آکتائو             |
| ۴۹   | ۲۳ سپتامبر ۲۰۱۸ | ۲۷ سپتامبر ۲۰۱۸ | سازمان ملل متحد  | شهر نیویورک        |
| ۵۰   | ۱۹ دسامبر ۲۰۱۸  | ۲۰ دسامبر ۲۰۱۸  | ترکیه            | آنکارا             |
| ۲۰۱۹ |                 |                 |                  |                    |
| ۵۱   | ۱۴ فوریه ۲۰۱۹   | ۱۴ فوریه ۲۰۱۹   | روسیه            | سوچی               |
| ۵۲   | ۱۱ مارس ۲۰۱۹    | ۱۴ مارس ۲۰۱۹    | عراق             | بغداد، کربلا و نجف |
| ۵۳   | ۱۳ ژوئن ۲۰۱۹    | ۱۴ ژوئن ۲۰۱۹    | قرقیزستان        | بیشکک              |
| ۵۴   | ۱۴ ژوئن ۲۰۱۹    | ۱۵ ژوئن ۲۰۱۹    | تاجیکستان        | دوشنبه             |
| ۵۵   | ۱۶ سپتامبر ۲۰۱۹ | ۱۶ سپتامبر ۲۰۱۹ | ترکیه            | آنکارا             |
| ۵۶   | ۲۵ سپتامبر ۲۰۱۹ | ۲۵ سپتامبر ۲۰۱۹ | سازمان ملل متحد  | شهر نیویورک        |
| ۵۷   | ۱ اکتبر ۲۰۱۹    | ۱ اکتبر ۲۰۱۹    | ارمنستان         | ایروان             |
| ۵۸   | ۲۳ اکتبر ۲۰۱۹   | ۲۴ اکتبر ۲۰۱۹   | جمهوری آذربایجان | باکو               |
| ۵۹   | ۱۷ دسامبر ۲۰۱۹  | ۲۰ دسامبر ۲۰۱۹  | مالزی            | کوالالامپور        |
| ۶۰   | ۲۰ دسامبر ۲۰۱۹  | ۲۱ دسامبر ۲۰۱۹  | ژاپن             | توکیو              |

## محمود احمدی‌نژاد

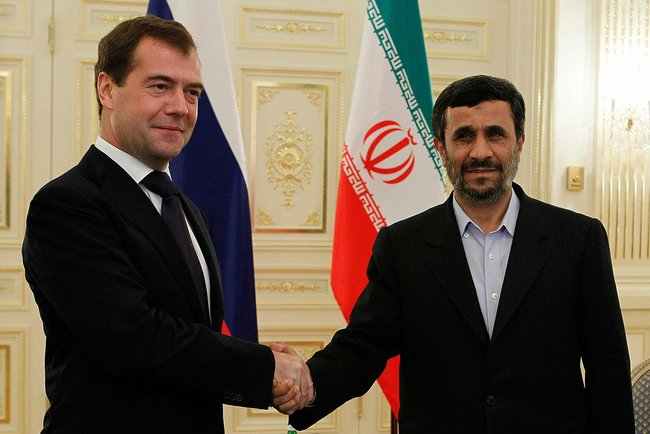
محمود احمدی‌نژاد و دمیتری مدودف در باکو

محمود احمدی‌نژاد، ۱۱۷ سفر بین‌المللی به ۵۳ کشور جهان داشته‌است: 

نقشه سفرهای بین‌المللی محمود احمدی‌نژاد در دوره ریاست‌جمهوری

| #    | آغاز            | پایان           | کشور              | شهرها        |
| ---- | --------------- | --------------- | ----------------- | ------------ |
| ۲۰۰۵ |                 |                 |                   |              |
| ۱    | ۱۳ سپتامبر ۲۰۰۵ | ۱۷ سپتامبر ۲۰۰۵ | سازمان ملل متحد   | نیویورک      |
| ۲    | ۲۰ دسامبر ۲۰۰۵  | ۲۱ دسامبر ۲۰۰۵  | جمهوری آذربایجان  | نخجوان       |
| ۲۰۰۶ |                 |                 |                   |              |
| ۳    | ۱۹ ژانویه ۲۰۰۶  | ۲۰ ژانویه ۲۰۰۶  | سوریه             | دمشق         |
| ۴    | ۲۷ فوریه ۲۰۰۶   | ۲۷ فوریه ۲۰۰۶   | کویت              | کویت         |
| ۵    | ۲۹ فوریه ۲۰۰۶   | ۱ مارس ۲۰۰۶     | مالزی             | کوالا لامپور |
| ۶    | ۵ مه ۲۰۰۶       | ۵ مه ۲۰۰۶       | جمهوری آذربایجان  | باکو         |
| ۷    | ۱۳ مه ۲۰۰۶      | ۱۳ مه ۲۰۰۶      | اندونزی           | بالی         |
| ۸    | ۱۴ ژوئن ۲۰۰۶    | ۱۵ ژوئن ۲۰۰۶    | چین               | شانگهای      |
| ۹    | ۲ ژوئیه ۲۰۰۶    | ۲ ژوئیه ۲۰۰۶    | گامبیا            | بانجول       |
| ۱۰   | ۲۴ ژوئیه ۲۰۰۶   | ۲۵ ژوئیه ۲۰۰۶   | ترکمنستان         | عشق‌آباد      |
| ۱۱   | ۲۵ ژوئیه ۲۰۰۶   | ۲۷ ژوئیه ۲۰۰۶   | تاجیکستان         | دوشنبه       |
| ۱۲   | ۱۴ سپتامبر ۲۰۰۶ | ۱۴ سپتامبر ۲۰۰۶ | کوبا              | هاوانا       |
| ۱۳   | سپتامبر، ۲۰۰۶   | سپتامبر، ۲۰۰۶   | سنگال             | داکار        |
| ۱۴   | سپتامبر، ۲۰۰۶   | سپتامبر، ۲۰۰۶   | ونزوئلا           | کاراکاس      |
| ۱۵   | ۱۹ سپتامبر ۲۰۰۶ | ۲۱ سپتامبر ۲۰۰۶ | سازمان ملل متحد   | نیویورک      |
| ۱۶   | ۵ دسامبر ۲۰۰۶   | ۵ دسامبر ۲۰۰۶   | قطر               | دوحه         |
| ۲۰۰۷ |                 |                 |                   |              |
| ۱۷   | ژانویه، ۲۰۰۷    | ژانویه، ۲۰۰۷    | ونزوئلا           | کاراکاس      |
| ۱۸   | ژانویه، ۲۰۰۷    | ژانویه، ۲۰۰۷    | نیکاراگوئه        | ماناگوئه     |
| ۱۹   | ژانویه، ۲۰۰۷    | ژانویه، ۲۰۰۷    | اکوادور           | کیتو         |
| ۲۰   | ۲۸ فوریه ۲۰۰۷   | ۲۸ فوریه ۲۰۰۷   | سودان             | خارطوم       |
| ۲۱   | مارس، ۲۰۰۷      | مارس، ۲۰۰۷      | عربستان سعودی     | ریاض         |
| ۲۲   | ۱۳ مه ۲۰۰۷      | ۱۳ مه ۲۰۰۷      | امارات متحده عربی | ابوظبی       |
| ۲۳   | ۱۴ مه ۲۰۰۷      | ۱۴ مه ۲۰۰۷      | عمان              | مسقط         |
| ۲۴   | ۲۱ مه ۲۰۰۷      | ۲۱ مه ۲۰۰۷      | بلاروس            | مینسک        |
| ۲۵   | ۱۹ ژوئیه ۲۰۰۷   | ۱۹ ژوئیه ۲۰۰۷   | سوریه             | دمشق         |
| ۲۶   | ۶ اوت ۲۰۰۷      | ۶ اوت ۲۰۰۷      | الجزایر           | الجزیره      |
| ۲۷   | ۱۴ اوت ۲۰۰۷     | اوت، ۲۰۰۷       | افغانستان         | کابل         |
| ۲۸   | ۱۴ اوت ۲۰۰۷     | اوت، ۲۰۰۷       | ترکمنستان         | عشق‌آباد      |
| ۲۹   | ۱۵ اوت ۲۰۰۷     | اوت، ۲۰۰۷       | قرقیزستان         | بیشکک        |
| ۳۰   | ۲۱ اوت ۲۰۰۷     | ۲۱ اوت ۲۰۰۷     | جمهوری آذربایجان  | باکو         |
| ۳۱   | ۲۳ سپتامبر ۲۰۰۷ | ۲۶ سپتامبر ۲۰۰۷ | سازمان ملل متحد   | نیویورک      |
| ۳۲   | ۲۷ سپتامبر ۲۰۰۷ | ۲۷ سپتامبر ۲۰۰۷ | بولیوی            | سوکره        |
| ۳۳   | ۲۸ سپتامبر ۲۰۰۷ | ۲۸ سپتامبر ۲۰۰۷ | ونزوئلا           | کاراکاس      |
| ۳۴   | ۲۲ اکتبر ۲۰۰۷   | ۲۴ اکتبر ۲۰۰۷   | ارمنستان          | ایروان       |
| ۳۵   | ۱۷ نوامبر ۲۰۰۷  | ۱۷ نوامبر ۲۰۰۷  | بحرین             | منامه        |
| ۳۶   | ۱۷ نوامبر ۲۰۰۷  | ۱۷ نوامبر ۲۰۰۷  | عربستان سعودی     | ریاض         |
| ۳۷   | ۲ دسامبر ۲۰۰۷   | ۲ دسامبر ۲۰۰۷   | قطر               | دوحه         |
| ۲۰۰۸ |                 |                 |                   |              |
| ۳۸   | ۱ مارس ۲۰۰۸     | ۱ مارس ۲۰۰۸     | عراق              | بغداد        |
| ۳۹   | ۱۱ مارس ۲۰۰۸    | ۱۱ مارس ۲۰۰۸    | سنگال             | داکار        |
| ۴۰   | ۲۸ آوریل ۲۰۰۸   | ۲۸ آوریل ۲۰۰۸   | پاکستان           | اسلام‌آباد    |
| ۴۱   | ۲۸ آوریل ۲۰۰۸   | ۲۹ آوریل ۲۰۰۸   | سری‌لانکا          | کلمبو        |
| ۴۲   | ۳۰ آوریل ۲۰۰۸   | ۳۰ آوریل ۲۰۰۸   | هند               | دهلی نو      |
| ۴۳   | ۳ ژوئن ۲۰۰۸     | ۳ ژوئن ۲۰۰۸     | ایتالیا           | رم           |
| ۴۴   | ۶ ژوئیه ۲۰۰۸    | ۸ ژوئن ۲۰۰۸     | مالزی             | کوالا لامپور |
| ۴۵   | ۱۴ اوت ۲۰۰۸     | ۱۴ اوت ۲۰۰۸     | ترکیه             | آنکارا       |
| ۴۶   | ۲۶ اوت ۲۰۰۸     | ۲۸ اوت ۲۰۰۸     | تاجیکستان         | دوشنبه       |
| ۴۷   | ۵ سپتامبر ۲۰۰۸  | ۵ سپتامبر ۲۰۰۸  | چین               | پکن          |
| ۴۸   | ۲۱ سپتامبر ۲۰۰۸ | ۲۳ سپتامبر ۲۰۰۸ | سازمان ملل متحد   | نیویورک      |
| ۴۹   | ۲۲ اکتبر ۲۰۰۸   | ۲۲ اکتبر ۲۰۰۸   | قطر               | دوحه         |
| ۲۰۰۹ |                 |                 |                   |              |
| ۵۰   | ۱۶ ژانویه ۲۰۰۹  | ۱۶ ژانویه ۲۰۰۹  | قطر               | دوحه         |
| ۵۱   | مارس، ۲۰۰۹      | مارس، ۲۰۰۹      | کنیا              | نایروبی      |
| ۵۲   | مارس، ۲۰۰۹      | مارس، ۲۰۰۹      | کومور             | مورونی       |
| ۵۳   | مارس، ۲۰۰۹      | مارس، ۲۰۰۹      | جیبوتی            | جیبوتی       |
| ۵۴   | ۱۲ آوریل ۲۰۰۹   | ۱۲ آوریل ۲۰۰۹   | قزاقستان          | آستانه       |
| ۵۵   | ۲۰ آوریل ۲۰۰۹   | ۲۴ آوریل ۲۰۰۹   | سوئیس             | ژنو          |
| ۵۶   | ۵ مه ۲۰۰۹       | ۵ مه ۲۰۰۹       | سوریه             | دمشق         |
| ۵۷   | ۱۵ ژوئن ۲۰۰۹    | ۱۶ ژوئن ۲۰۰۹    | روسیه             | یکاترینبورگ  |
| ۵۸   | ۲۲ سپتامبر ۲۰۰۹ | ۲۳ سپتامبر ۲۰۰۹ | سازمان ملل متحد   | نیویورک      |
| ۵۹   | ۸ نوامبر ۲۰۰۹   | ۸ نوامبر ۲۰۰۹   | ترکیه             | استانبول     |
| ۶۰   | نوامبر، ۲۰۰۹    | نوامبر، ۲۰۰۹    | گامبیا            | بانجول       |
| ۶۱   | نوامبر، ۲۰۰۹    | نوامبر، ۲۰۰۹    | برزیل             | برازیلیا     |
| ۶۲   | نوامبر، ۲۰۰۹    | نوامبر، ۲۰۰۹    | بولیوی            | سوکره        |
| ۶۳   | نوامبر، ۲۰۰۹    | نوامبر، ۲۰۰۹    | ونزوئلا           | کاراکاس      |
| ۶۴   | نوامبر، ۲۰۰۹    | نوامبر، ۲۰۰۹    | سنگال             | داکار        |
| ۶۵   | ۱۷ دسامبر ۲۰۰۹  | ۱۷ دسامبر ۲۰۰۹  | دانمارک           | کپنهاگ       |
| ۲۰۱۰ |                 |                 |                   |              |
| ۶۶   | ۳ ژانویه ۲۰۱۰   | ۳ ژانویه ۲۰۱۰   | تاجیکستان         | دوشنبه       |
| ۶۷   | ۴ ژانویه ۲۰۱۰   | ۴ ژانویه ۲۰۱۰   | ترکمنستان         | عشق‌آباد      |
| ۶۸   | ۲۵ فوریه ۲۰۱۰   | ۲۵ فوریه ۲۰۱۰   | سوریه             | دمشق         |
| ۶۹   | مارس، ۲۰۱۰      | مارس، ۲۰۱۰      | افغانستان         | کابل         |
| ۷۰   | ۲۲ آوریل ۲۰۱۰   | ۲۳ آوریل ۲۰۱۰   | زیمبابوه          | هراره        |
| ۷۱   | ۲۴ آوریل ۲۰۱۰   | ۲۵ آوریل ۲۰۱۰   | اوگاندا           | کامپالا      |
| ۷۲   | ۲ مه ۲۰۱۰       | ۳ مه ۲۰۱۰       | سازمان ملل متحد   | نیویورک      |
| ۷۳   | ۷ ژوئن ۲۰۱۰     | ۷ ژوئن ۲۰۱۰     | ترکیه             | آنکارا       |
| ۷۴   | ژوئن، ۲۰۱۰      | ژوئن، ۲۰۱۰      | تاجیکستان         | دوشنبه       |
| ۷۵   | ژوئن، ۲۰۱۰      | ژوئن، ۲۰۱۰      | چین               | شانگهای      |
| ۷۶   | ۶ ژوئیه ۲۰۱۰    | ۶ ژوئیه ۲۰۱۰    | مالی              | باماکو       |
| ۷۷   | ۷ ژوئیه ۲۰۱۰    | ۷ ژوئیه ۲۰۱۰    | نیجریه            | آبوجا        |
| ۷۸   | ۵ سپتامبر ۲۰۱۰  | ۵ سپتامبر ۲۰۱۰  | قطر               | دوحه         |
| ۷۹   | ۱۸ سپتامبر ۲۰۱۰ | ۱۸ سپتامبر ۲۰۱۰ | سوریه             | دمشق         |
| ۸۰   | ۱۸ سپتامبر ۲۰۱۰ | ۱۸ سپتامبر ۲۰۱۰ | الجزایر           | الجزیره      |
| ۸۱   | ۱۹ سپتامبر ۲۰۱۰ | ۲۱ سپتامبر ۲۰۱۰ | سازمان ملل متحد   | نیویورک      |
| ۸۲   | ۱۳ اکتبر ۲۰۱۰   | ۱۵ اکتبر ۲۰۱۰   | لبنان             | بیروت        |
| ۸۳   | ۱۷ نوامبر ۲۰۱۰  | ۱۸ نوامبر ۲۰۱۰  | جمهوری آذربایجان  | باکو         |
| ۸۴   | ۲۳ دسامبر ۲۰۱۰  | ۲۳ دسامبر ۲۰۱۰  | ترکیه             | استانبول     |
| ۲۰۱۱ |                 |                 |                   |              |
| ۸۵   | ۹ مه ۲۰۱۱       | ۹ مه ۲۰۱۱       | ترکیه             | استانبول     |
| ۸۶   | ۱۴ ژوئن ۲۰۱۱    | ۱۵ ژوئن ۲۰۱۱    | قزاقستان          | آستانه       |
| ۸۷   | ۵ اکتبر ۲۰۱۱    | ۵ اکتبر ۲۰۱۱    | تاجیکستان         | دوشنبه       |
| ۸۸   | ۱۹ سپتامبر ۲۰۱۱ | ۲۵ سپتامبر ۲۰۱۱ | سازمان ملل متحد   | نیویورک      |
| ۸۹   | ۲۵ سپتامبر ۲۰۱۱ | ۲۵ سپتامبر ۲۰۱۱ | موریتانی          | نواکشوت      |
| ۹۰   | ۲۶ سپتامبر ۲۰۱۱ | ۲۸ سپتامبر ۲۰۱۱ | سودان             | خارطوم       |
| ۹۱   | ۲۳ دسامبر ۲۰۱۱  | ۲۳ دسامبر ۲۰۱۱  | ارمنستان          | ایروان       |
| ۲۰۱۲ |                 |                 |                   |              |
| ۹۲   | ۸ ژانویه ۲۰۱۲   | ۸ ژانویه ۲۰۱۲   | ونزوئلا           | کاراکاس      |
| ۹۳   | ۹ ژانویه ۲۰۱۲   | ۱۰ ژانویه ۲۰۱۲  | نیکاراگوئه        | ماناگوئه     |
| ۹۴   | ۱۱ ژانویه ۲۰۱۲  | ۱۳ ژانویه ۲۰۱۲  | کوبا              | هاوانا       |
| ۹۵   | ۱۳ ژانویه ۲۰۱۲  | ۱۳ ژانویه ۲۰۱۲  | اکوادور           | کیتو         |
| ۹۶   | ۱۶ فوریه ۲۰۱۲   | ۱۶ فوریه ۲۰۱۲   | پاکستان           | اسلام‌آباد    |
| ۹۷   | ۲۰ مارس ۲۰۱۲    | ۲۰ مارس ۲۰۱۲    | تاجیکستان         | دوشنبه       |
| ۹۸   | ۶ ژوئن ۲۰۱۲     | ۷ ژوئن ۲۰۱۲     | چین               | پکن          |
| ۹۹   | ژوئن، ۲۰۱۲      | ژوئن، ۲۰۱۲      | بولیوی            | سوکره        |
| ۱۰۰  | ۲۰ ژوئن ۲۰۱۲    | ۲۲ ژوئن ۲۰۱۲    | برزیل             | برازیلیا     |
| ۱۰۱  | ژوئن، ۲۰۱۲      | ژوئن، ۲۰۱۲      | ونزوئلا           | کاراکاس      |
| ۱۰۲  | ۱۳ اوت ۲۰۱۲     | ۱۵ اوت ۲۰۱۲     | عربستان سعودی     | مکه          |
| ۱۰۳  | سپتامبر، ۲۰۱۲   | سپتامبر، ۲۰۱۲   | سازمان ملل متحد   | نیویورک      |
| ۱۰۴  | ۱۶ اکتبر ۲۰۱۲   | ۱۶ اکتبر ۲۰۱۲   | جمهوری آذربایجان  | باکو         |
| ۱۰۵  | ۱۰ اکتبر ۲۰۱۲   | ۱۱ اکتبر ۲۰۱۲   | کویت              | کویت         |
| ۱۰۶  | ۷ نوامبر ۲۰۱۲   | ۱۱ نوامبر ۲۰۱۲  | اندونزی           | بالی         |
| ۱۰۷  | ۱۱ نوامبر ۲۰۱۲  | ۱۱ نوامبر ۲۰۱۲  | ویتنام            | هانوی        |
| ۱۰۸  | نوامبر، ۲۰۱۲    | نوامبر، ۲۰۱۲    | پاکستان           | اسلام‌آباد    |
| ۲۰۱۳ |                 |                 |                   |              |
| ۱۰۹  | ۶ فوریه ۲۰۱۳    | ۷ فوریه ۲۰۱۳    | مصر               | قاهره        |
| ۱۱۰  | ۸ مارس ۲۰۱۳     | ۸ مارس ۲۰۱۳     | ونزوئلا           | کاراکاس      |
| ۱۱۱  | ۲۰ مارس ۲۰۱۳    | ۲۰ مارس ۲۰۱۳    | ترکمنستان         | عشق‌آباد      |
| ۱۱۲  | ۱۴ آوریل ۲۰۱۳   | آوریل، ۲۰۱۳     | بنین              | پورتو نووو   |
| ۱۱۳  | آوریل، ۲۰۱۳     | آوریل، ۲۰۱۳     | نیجر              | نیامی        |
| ۱۱۴  | آوریل، ۲۰۱۳     | آوریل، ۲۰۱۳     | غنا               | آکرا         |
| ۱۱۵  | ۱۹ آوریل ۲۰۱۳   | ۱۹ آوریل ۲۰۱۳   | ونزوئلا           | کاراکاس      |
| ۱۱۶  | ۱ ژوئیه ۲۰۱۳    | ۱ ژوئیه ۲۰۱۳    | روسیه             | مسکو         |
| ۱۱۷  | ژوئیه، ۲۰۱۳     | ژوئیه، ۲۰۱۳     | عراق              | بغداد        |

1. ↑  پادشاه عربستان احمدی‌نژاد را در پایان آن سال به حج در مکه دعوت کرد که او از ۱۸ تا ۲۳ دسامبر در آن شرکت کرد.[۹]

## سید محمد خاتمی
سید محمد خاتمی، ۶۷ سفر بین‌المللی به ۴۹ کشور جهان داشته‌است:

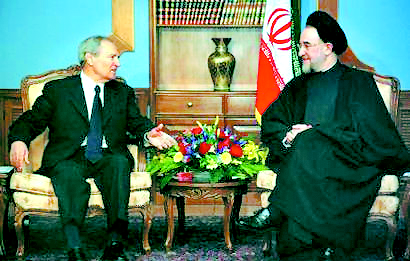
سید محمد خاتمی و فاروق الشرع در سال ۲۰۰۳

| #    | آغاز            | پایان           | کشور             | شهرها                        |
| ---- | --------------- | --------------- | ---------------- | ---------------------------- |
| ۱۹۹۷ |                 |                 |                  |                              |
| ۱    | ۲۸ دسامبر ۱۹۹۷  | ۲۹ دسامبر ۱۹۹۷  | ترکمنستان        | عشق آباد                     |
| ۱۹۹۸ |                 |                 |                  |                              |
| ۲    | ۱۰ مه ۱۹۹۸      | ۱۱ مه ۱۹۹۸      | قزاقستان         | آلماتی                       |
| ۳    | ۱ سپتامبر ۱۹۹۸  | ۳ سپتامبر ۱۹۹۸  | آفریقای جنوبی    | دوربان                       |
| ۴    | ۱۹ سپتامبر ۱۹۹۸ | ۲۳ سپتامبر ۱۹۹۸ | سازمان ملل متحد  | نیویورک                      |
| ۱۹۹۹ |                 |                 |                  |                              |
| ۵    | ۹ مارس ۱۹۹۹     | ۱۲ مارس ۱۹۹۹    | ایتالیا          | رم                           |
| ۶    | ۱۲ مارس ۱۹۹۹    | ۱۲ مارس ۱۹۹۹    | واتیکان          | واتیکان                      |
| ۷    | ۱۳ مه ۱۹۹۹      | ۱۵ مه ۱۹۹۹      | سوریه            | دمشق                         |
| ۸    | ۱۵ مه ۱۹۹۹      | ۱۹ مه ۱۹۹۹      | عربستان سعودی    | جده، مکه، مدینه و ظهران      |
| ۹    | ۱۹ مه ۱۹۹۹      | ۲۰ مه ۱۹۹۹      | قطر              | دوحه                         |
| ۱۰   | ۲۷ اکتبر ۱۹۹۹   | ۲۹ اکتبر ۱۹۹۹   | فرانسه           | پاریس                        |
| ۲۰۰۰ |                 |                 |                  |                              |
| ۱۱   | ۱۳ ژوئن ۲۰۰۰    | ۱۳ ژوئن ۲۰۰۰    | سوریه            | دمشق                         |
| ۱۲   | ۲۲ ژوئن ۲۰۰۰    | ۲۶ ژوئن ۲۰۰۰    | چین              | پکن، ارومچی، کاشغر و هنگ کنگ |
| ۱۳   | ۱۰ ژوئیه ۲۰۰۰   | ۱۲ ژوئیه ۲۰۰۰   | آلمان            | برلین و وایمار               |
| ۱۴   | ۳ سپتامبر ۲۰۰۰  | ۹ سپتامبر ۲۰۰۰  | سازمان ملل متحد  | نیویورک                      |
| ۱۵   | ۲۶ سپتامبر ۲۰۰۰ | ۲۶ سپتامبر ۲۰۰۰ | اسپانیا          | مادرید                       |
| ۱۶   | ۲۷ سپتامبر ۲۰۰۰ | ۲۹ سپتامبر ۲۰۰۰ | ونزوئلا          | کاراکاس                      |
| ۱۷   | ۳۰ سپتامبر ۲۰۰۰ | ۲ اکتبر ۲۰۰۰    | کوبا             | هاوانا                       |
| ۱۸   | ۳۰ اکتبر ۲۰۰۰   | ۳ نوامبر ۲۰۰۰   | ژاپن             | توکیو                        |
| ۱۹   | ۱۲ نوامبر ۲۰۰۰  | ۱۳ نوامبر ۲۰۰۰  | قطر              | دوحه                         |
| ۲۰۰۱ |                 |                 |                  |                              |
| ۲۰   | ۱۲ مارس ۲۰۰۱    | ۱۵ مارس ۲۰۰۱    | روسیه            | مسکو، سن پترزبورگ و کازان    |
| ۲۱   | ۸ نوامبر ۲۰۰۱   | ۱۳ نوامبر ۲۰۰۱  | سازمان ملل متحد  | نیویورک                      |
| ۲۰۰۲ |                 |                 |                  |                              |
| ۲۲   | ۱۱ مارس ۲۰۰۲    | ۱۳ مارس ۲۰۰۲    | اتریش            | وین                          |
| ۲۳   | ۱۳ مارس ۲۰۰۲    | ۱۵ مارس ۲۰۰۲    | یونان            | آتن                          |
| ۲۴   | ۲۲ آوریل ۲۰۰۲   | ۲۴ آوریل ۲۰۰۲   | ترکمنستان        | عشق آباد                     |
| ۲۵   | ۲۴ آوریل ۲۰۰۲   | ۲۵ آوریل ۲۰۰۲   | قزاقستان         | آلماتی                       |
| ۲۶   | ۲۶ آوریل ۲۰۰۲   | ۲۸ آوریل ۲۰۰۲   | ازبکستان         | تاشکند، سمرقند و بخارا       |
| ۲۷   | ۲۸ آوریل ۲۰۰۲   | ۲۹ آوریل ۲۰۰۲   | قرقیزستان        | بیشکک                        |
| ۲۸   | ۳۰ آوریل ۲۰۰۲   | ۱ مه ۲۰۰۲       | تاجیکستان        | دوشنبه و کولاب               |
| ۲۹   | ۲۱ ژوئیه ۲۰۰۲   | ۲۴ ژوئیه ۲۰۰۲   | مالزی            | کوالالامپور                  |
| ۳۰   | ۱۳ اوت ۲۰۰۲     | ۱۳ اوت ۲۰۰۲     | افغانستان        | کابل                         |
| ۳۱   | ۱۱ سپتامبر ۲۰۰۲ | ۱۴ سپتامبر ۲۰۰۲ | عربستان سعودی    | مدینه، مکه و جده             |
| ۳۲   | ۱۳ اکتبر ۲۰۰۲   | ۱۵ اکتبر ۲۰۰۲   | ترکیه            | استانبول                     |
| ۳۳   | ۱۵ اکتبر ۲۰۰۲   | ۱۶ اکتبر ۲۰۰۲   | اوکراین          | کیف                          |
| ۳۴   | ۲۸ اکتبر ۲۰۰۲   | ۳۱ اکتبر ۲۰۰۲   | اسپانیا          | مادرید و گرانادا             |
| ۳۵   | ۲۳ دسامبر ۲۰۰۲  | ۲۵ دسامبر ۲۰۰۲  | پاکستان          | اسلام‌آباد، لاهور             |
| ۲۰۰۳ |                 |                 |                  |                              |
| ۳۶   | ۲۶ ژانویه ۲۰۰۳  | ۲۸ ژانویه ۲۰۰۳  | هند              | دهلی نو و حیدرآباد           |
| ۳۷   | ۲۳ فوریه ۲۰۰۳   | ۲۶ فوریه ۲۰۰۳   | مالزی            | کوالالامپور                  |
| ۳۸   | ۱۲ مه ۲۰۰۳      | ۱۴ مه ۲۰۰۳      | لبنان            | بیروت                        |
| ۳۹   | ۱۴ مه ۲۰۰۳      | ۱۵ مه ۲۰۰۳      | سوریه            | دمشق                         |
| ۴۰   | ۱۵ مه ۲۰۰۳      | ۱۶ مه ۲۰۰۳      | یمن              | صنعا                         |
| ۴۱   | ۱۶ مه ۲۰۰۳      | ۱۷ مه ۲۰۰۳      | بحرین            | منامه                        |
| ۴۲   | ۱۵ اکتبر ۲۰۰۳   | ۱۸ اکتبر ۲۰۰۳   | مالزی            | پوتراجایا                    |
| ۴۳   | ۱۰ دسامبر ۲۰۰۳  | ۱۲ دسامبر ۲۰۰۳  | سوئیس            | ژنو                          |
| ۲۰۰۴ |                 |                 |                  |                              |
| ۴۴   | ۱۹ ژانویه۲۰۰۴   | ۲۲ ژانویه ۲۰۰۴  | سوئیس            | زوریخ، برن و داووس           |
| ۴۵   | ۲۶ فوریه ۲۰۰۴   | ۲۹ فوریه ۲۰۰۴   | ونزوئلا          | کاراکاس                      |
| ۴۶   | ۵ اوت ۲۰۰۴      | ۷ اوت ۲۰۰۴      | جمهوری آذربایجان | باکو و گنجه                  |
| ۴۷   | ۸ سپتامبر ۲۰۰۴  | ۹ سپتامبر ۲۰۰۴  | ارمنستان         | ایروان                       |
| ۴۸   | ۱۰ سپتامبر ۲۰۰۴ | ۱۱ سپتامبر ۲۰۰۴ | بلاروس           | مینسک                        |
| ۴۹   | ۱۱ سپتامبر ۲۰۰۴ | ۱۴ سپتامبر ۲۰۰۴ | تاجیکستان        | دوشنبه                       |
| ۵۰   | ۲ اکتبر ۲۰۰۴    | ۴ اکتبر ۲۰۰۴    | الجزایر          | الجزیره                      |
|      | ۴ اکتبر ۲۰۰۴    | ۶ اکتبر ۲۰۰۴    | سودان            | خرطوم                        |
|      | ۶ اکتبر ۲۰۰۴    | ۷ اکتبر ۲۰۰۴    | عمان             | مسقط                         |
|      | ۷ اکتبر ۲۰۰۴    | ۷ اکتبر ۲۰۰۴    | سوریه            | دمشق                         |
| ۲۰۰۵ |                 |                 |                  |                              |
|      | ۱۱ ژانویه ۲۰۰۵  | ۱۳ ژانویه ۲۰۰۵  | نیجریه           | ابوجا                        |
|      | ۱۳ ژانویه ۲۰۰۵  | ۱۵ ژانویه ۲۰۰۵  | سنگال            | داکار                        |
|      | ۱۵ ژانویه ۲۰۰۵  | ۱۵ ژانویه ۲۰۰۵  | سیرالئون         | فری تاون                     |
|      | ۱۵ ژانویه ۲۰۰۵  | ۱۶ ژانویه ۲۰۰۵  | مالی             | باماکو                       |
|      | ۱۶ ژانویه ۲۰۰۵  | ۱۷ ژانویه ۲۰۰۵  | بنین             | پورتو نووو                   |
|      | ۱۷ ژانویه ۲۰۰۵  | ۱۹ ژانویه ۲۰۰۵  | زیمبابوه         | هراره                        |
|      | ۱۹ ژانویه ۲۰۰۵  | ۲۰ ژانویه ۲۰۰۵  | اوگاندا          | کامپالا                      |
|      | ۷ مارس ۲۰۰۵     | ۸ مارس ۲۰۰۵     | کرواسی           | زاگرب                        |
|      | ۸ مارس ۲۰۰۵     | ۱۰ مارس ۲۰۰۵    | بوسنی و هرزگوین  | سارایوو                      |
|      | ۱۱ مارس ۲۰۰۵    | ۱۳ مارس ۲۰۰۵    | ونزوئلا          | کاراکاس و سیوداد بولیوار     |
|      | ۴ آوریل ۲۰۰۵    | ۴ آوریل ۲۰۰۵    | اتریش            | وین                          |
|      | ۴ آوریل ۲۰۰۵    | ۷ آوریل ۲۰۰۵    | فرانسه           | پاریس                        |
|      | ۷ آوریل ۲۰۰۵    | ۸ آوریل ۲۰۰۵    | ایتالیا          | رم                           |
|      | ۸ آوریل ۲۰۰۵    | ۸ آوریل ۲۰۰۵    | واتیکان          | واتیکان                      |

## اکبر هاشمی رفسنجانی
اکبر هاشمی رفسنجانی، ۳۵ سفر بین‌المللی به ۲۴ کشور جهان داشته‌است: 

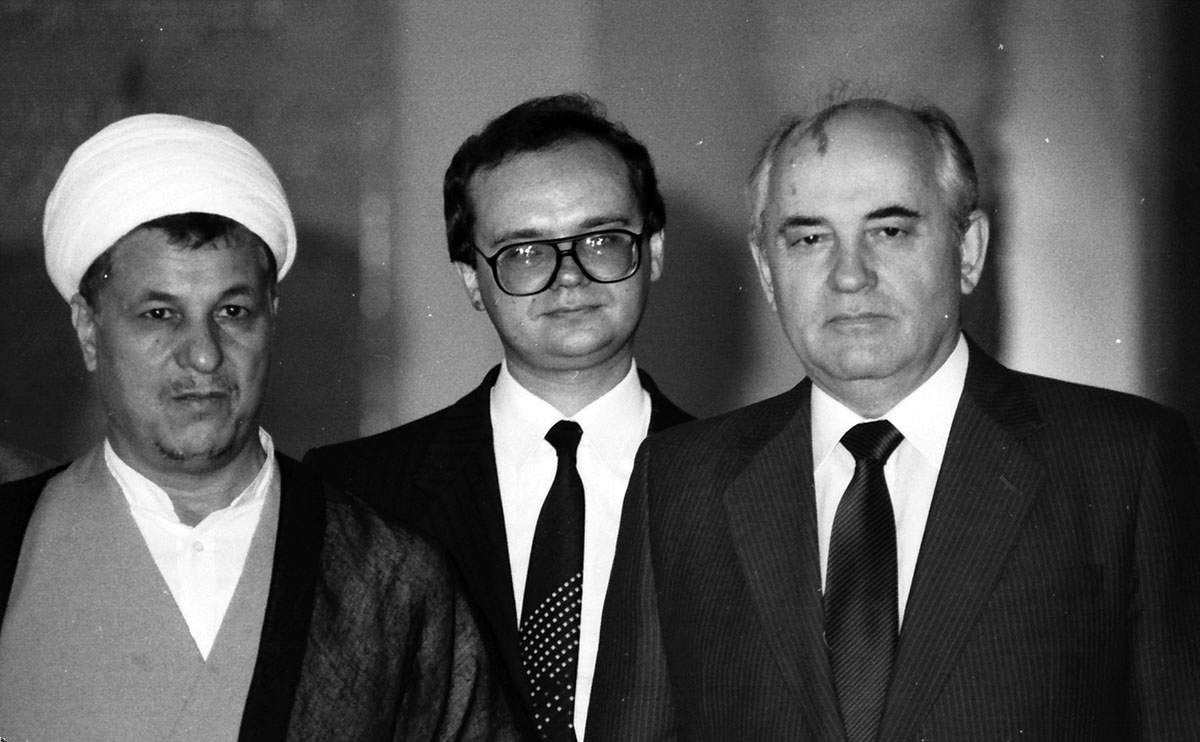
دیدار هاشمی رفسنجانی با گورباچف، رهبر شوروی در سال ۱۳۶۸

| #    | آغاز          | پایان          | کشور             | شهرها                                |
| ---- | ------------- | -------------- | ---------------- | ------------------------------------ |
| ۱۹۹۱ |               |                |                  |                                      |
| ۱    | سپتامبر ۱۹۹۱  | سپتامبر، ۱۹۹۱  | سازمان ملل متحد  | نیویورک                              |
| ۲    | ۹ دسامبر ۱۹۹۱ | ۱۱ دسامبر ۱۹۹۱ | سنگال            | داکار                                |
| ۱۹۹۳ |               |                |                  |                                      |
| ۳    | ۶ مه ۱۹۹۳     | ۷ مه ۱۹۹۳      | ترکیه            | استانبول                             |
| ۴    | ۱۸ اکتبر ۱۹۹۳ | ۲۰ اکتبر ۱۹۹۳  | ازبکستان         | تاشکند، سمرقند و بخارا               |
| ۵    | ۲۰ اکتبر ۱۹۹۳ | ۲۲ اکتبر ۱۹۹۳  | قرقیزستان        | بیشکک و دریاچه ایسیق‌کول              |
| ۶    | ۲۲ اکتبر ۱۹۹۳ | ۲۵ اکتبر ۱۹۹۳  | ترکمنستان        | عشق‌آباد، گرگانج، داش‌اغوز و ترکمن‌باشی |
| ۷    | ۲۵ اکتبر ۱۹۹۳ | ۲۶ اکتبر ۱۹۹۳  | قزاقستان         | آلماتی                               |
| ۸    | ۲۶ اکتبر ۱۹۹۳ | ۲۸ اکتبر ۱۹۹۳  | جمهوری آذربایجان | باکو                                 |
| ۱۹۹۵ |               |                |                  |                                      |
| ۹    | آوریل ۱۹۹۵    | آوریل، ۱۹۹۵    | گرجستان          | تفلیس                                |
| ۱۰   | ۱۱ مه ۱۹۹۵    | ۱۳ مه ۱۹۹۵     | هند              | دهلی نو و لکنو                       |
| ۱۱   | ۱۴ مه ۱۹۹۵    | ۱۵ مه ۱۹۹۵     | پاکستان          | اسلام‌آباد                            |
| ۱۹۹۶ |               |                |                  |                                      |
| ۱۲   | ۱۴ مه ۱۹۹۶    | ۱۵ مه ۱۹۹۶     | ترکمنستان        | عشق‌آباد                              |
| ۱۹۹۷ |               |                |                  |                                      |
| ۱۳   | مه ۱۹۹۷       | مه ۱۹۹۷        | تاجیکستان        | دوشنبه                               |
| ۱۴   | مه ۱۹۹۷       | مه ۱۹۹۷        | عربستان سعودی    | ریاض و مکه                           |

## سید علی خامنه‌ای
سید علی خامنه‌ای، ۱۵ سفر بین‌المللی به ۱۴ کشور جهان داشته‌است:
| #    | آغاز            | پایان           | کشور                              | شهرها              |
| ---- | --------------- | --------------- | --------------------------------- | ------------------ |
| ۱۹۸۴ |                 |                 |                                   |                    |
| ۱    | ۵ سپتامبر ۱۹۸۴  | سپتامبر ۱۹۸۴    | سوریه                             | دمشق               |
| ۲    | سپتامبر ۱۹۸۴    | سپتامبر ۱۹۸۴    | لیبی                              | طرابلس             |
| ۳    | سپتامبر ۱۹۸۴    | ۱۰ سپتامبر ۱۹۸۴ | الجزایر                           | الجزیره            |
| ۱۹۸۶ |                 |                 |                                   |                    |
| ۴    | ۱۳ ژانویه ۱۹۸۶  | ژانویه ۱۹۸۶     | پاکستان                           | اسلام‌آباد و لاهور  |
| ۵    | ژانویه ۱۹۸۶     | ژانویه ۱۹۸۶     | تانزانیا                          | دودوما و دارالسلام |
| ۶    | ژانویه ۱۹۸۶     | ژانویه ۱۹۸۶     | زیمبابوه                          | هراره              |
| ۷    | ژانویه ۱۹۸۶     | ژانویه ۱۹۸۶     | آنگولا                            | لوآندا             |
| ۸    | ژانویه ۱۹۸۶     | ۲۲ ژانویه ۱۹۸۶  | موزامبیک                          | ماپوتو             |
| ۹    | ۱ سپتامبر ۱۹۸۶  | ۶ سپتامبر ۱۹۸۶  | زیمبابوه                          | هراره              |
| ۱۹۸۷ |                 |                 |                                   |                    |
| ۱۰   | ۲۲ سپتامبر ۱۹۸۷ | ۲۳ سپتامبر ۱۹۸۷ | سازمان ملل متحد                   | نیویورک            |
| ۱۹۸۹ |                 |                 |                                   |                    |
| ۱۱   | ۲۰ فوریه ۱۹۸۹   | فوریه ۱۹۸۹      | جمهوری فدرال سوسیالیستی یوگسلاوی  | بلگراد             |
| ۱۲   | فوریه ۱۹۸۹      | فوریه ۱۹۸۹      | جمهوری سوسیالیستی بوسنی و هرزگوین | سارایوو            |
| ۱۳   | فوریه ۱۹۸۹      | فوریه ۱۹۸۹      | رومانی                            | بخارست             |
| ۱۴   | ۹ مه ۱۹۸۹       | مه ۱۹۸۹         | چین                               | پکن                |
| ۱۵   | مه ۱۹۸۹         | ۱۵ مه ۱۹۸۹      | کره شمالی                         | پیونگ‌یانگ          |